# Gran Jorasán

Mapa de Jorasán y sus alrededores durante los siglos -.

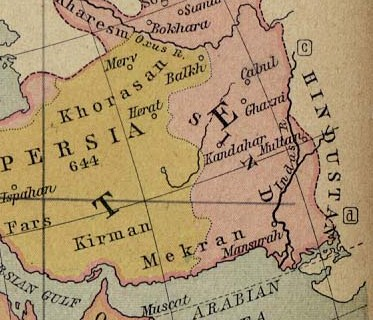
Mapa da la Antigua Persia mostrando a Jorasán y a algunas de sus principales ciudades: Herate, Bactro y Merv.

El Gran Jorasán, Antiguo Jorasán o Jorasán (también Jorasa, Corasam o Corasone; en persa: خراسان بزرگ‎ o خراسان کهن, transliterado como Khorasan o Jorasán) es una región histórica de Persia. Englobaba partes del actual Irán, Afganistán, Tayikistán, Turkmenistán y Uzbekistán.
Los límites geográficos de Jorasán, cuyo nombre en persa significa 'tierra del este' o 'tierra del sol', siempre han sido inexactos. En la época del imperio sasánida, Jorasán era una de las cuatro provincias del imperio e incluía, entre otros, los distritos de Nishapur y Tus (hoy en Irán), Bactra y Herate (hoy en Afganistán), Marve (en Turkmenistán) y Bujará (hoy en Uzbekistán). Sin embargo, en el pasado el nombre se usó para un área más grande en el oeste de Persia (Irán), que se extendía desde el río Oxo (Amu Daria) y Transoxiana en el norte hasta el Mar Caspio en el oeste, pasando por los desiertos del centro de Irán y Bamiyán, en Hindu Kush. Los geógrafos árabes extendieron su territorio hasta la antigua India, tal vez hasta el valle del río Indo en el actual Pakistán.
De provincia sasánida, Jorasán se convirtió en una provincia árabe después de la conquista de la región por la dinastía omeya en 651-652. En el siglo VIII, la región fue el centro de una exitosa revuelta contra los omeyas, dirigida por Abu Muslim, que fue un paso más en la conquista del poder del califato por la dinastía abasí. En los siglos siguientes, el Gran Jorasán fue incorporado a varios reinos de Asia Central, como los safáridas, samánidas, gaznávidas, selyúcidas, corasmios, gúridas y timúridas.
En 1881, las fronteras de Jorasán fueron definidas como una provincia al este del Irán moderno. En 2004, esta gran provincia se subdividió en tres: Jorasán del Norte, Jorasán del Sur y Jorasán Razaví.